# Gustave Larroumet
Gustave Larroumet, né le 22 septembre 1852 à Gourdon et mort  le 25 août 1903 à Paris 6e, est un historien d'art, écrivain et haut fonctionnaire français.

## Biographie
Après des études secondaires au lycée de Cahors, il semble d'abord envisager une carrière militaire, puis des études médicales, abandonnées pour raisons de santé. Lors de la guerre de 1870, alors qu'il n'a pas 20 ans, Larroumet est engagé volontaire et franc-tireur à l'armée de la Loire. Il finit la guerre comme sous-officier de Dragons et titulaire de la médaille militaire.
Licencié ès lettres de l’université d'Aix, après avoir enseigné dans des collèges et des lycées de provinces de 1870 à 1874, il est reçu à l'agrégation de grammaire en 1875. Il devient la même année professeur suppléant de rhétorique au lycée de Vendôme. Il est professeur agrégé à la fois de grammaire et de lettres, dans les lycées parisiens : collège Stanislas (1876-1879), Vanves (1881-1883) et lycée Henri-IV (1884). 
Le 20 décembre 1882, il soutient ses deux thèses de doctorat ès lettres à la Faculté de Paris. La première, en français, s'intéresse à Marivaux. La deuxième, en latin se penche sur le quatrième livre des Élégies de Tibulle.  Devenu docteur, il est nommé maître de conférences de littérature française à la Sorbonne en 1884. Chargé de cours de langue et littérature françaises en 1891 dans cette université, il y est ensuite nommé professeur d'éloquence française en 1900.
On lui doit de nombreux ouvrages de critique d'art et de critique littéraire tels Marivaux, sa vie, son œuvre, où il étudie Marivaux comme auteur comique, comme romancier et comme journaliste, pour le montrer, en tant que dramatiste, discrètement et délicatement shakespearien et, d'autre part, précurseur de Musset, en tant que romancier, précurseur de toute la littérature réaliste du dix-huitième siècle ; en tant que journaliste, singulièrement novateur aussi et sinon confinant, du moins annonçant toute l’Encyclopédie et un peu Rousseau, Victor Hugo poète épique, La Comédie de Molière : l’auteur et le milieu (1887), Jean Racine.
Chef de cabinet du ministre de l'Instruction publique, il devient directeur en 1888 de la sous-direction des Beaux-Arts, au sein du ministère de l'Instruction publique et des Beaux-Arts alors sous la direction d'Édouard Lockroy. Il exercera cette fonction jusqu'en 1891. Élu, la même année, membre de l'Académie des beaux-arts, il en deviendra secrétaire perpétuel, en 1898.
Succédant à Francisque Sarcey à la critique de théâtre au Temps, il est l'envoyé spécial du journal aux premiers Jeux olympiques de 1896. De la croisière qu'il fait à cette occasion à bord du paquebot Le Sénégal, il tire son Journal d'un voyage en Grèce et en Syrie, paru en 1898. Outre un autre volume d'impressions de voyage intitulé Vers Athènes et Jérusalem, il a réuni les plus saillants des innombrables articles qu’il semait à tous vents, en deux séries, l’une de quatre volumes : Études d'histoire et de littérature dramatique, l'autre de cinq volumes, Études de littérature et d'art.
Président d'honneur de la Société des études du Lot, il s'est également intéressé à la photographie. Franc-maçon, il a été membre du Grand Orient de France. Ami avec Cécile Sorel, celle-ci a écrit à son sujet dans ses mémoires, qu’il était « une des plus hautes personnalités de son époque ».

## Iconographie

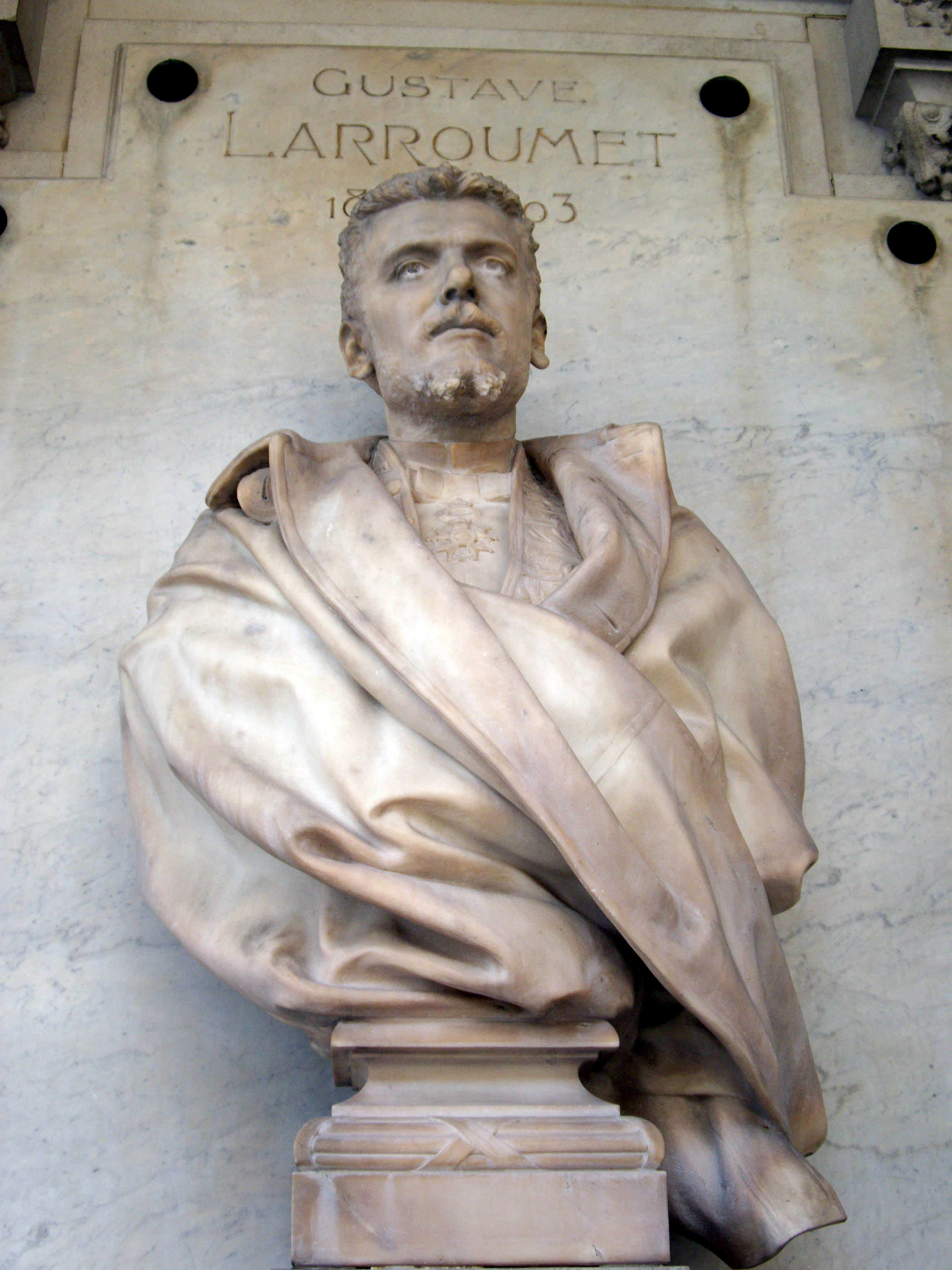
Buste de Gustave Larroumet par Paul Roussel, façade droite de la Comédie-Française (galerie de Chartres).

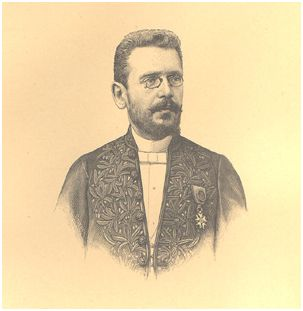
En académicien et officier de la Légion d'honneur.

Un buste de marbre blanc de Gustave Larroumet orne la Comédie-Française (galerie du Palais-Royal). Le musée des beaux-arts d'Angers possède un bas-relief de fonte et bronze de Jules Chaplain (1904) qui le représente. Un grand portrait en pied de Gustave Larroumet orne l'escalier d'honneur de l'hôtel de ville de Gourdon, patrie de l'écrivain. Cette huile sur toile de Larroumet âgé de 36 ans, dans sa toge noire et jaune de professeur de la Sorbonne, arborant ses croix de chevalier de la Légion d'honneur et des palmes académiques, est signée Léon Comerre (1888). Le tableau fut offert par Mme Gustave Larroumet à la ville de Gourdon en 1917. Le musée Carnavalet conserve un portrait daté de 1888, par Gabriel Ferrier, provenant de la collection Édouard Pasteur (d) .

## Famille
Gustave Larroumet est le fils d'un officier de l'armée qui fut receveur de l'enregistrement, le petit-fils d'un procureur du roi et d'un marchand drapier. Il épouse Clémence Annat, fille de Jean (1821-1906), médecin à Villeneuve-sur-Lot et de Augusta Cassany de Mazet. Leur fille aînée, Jeanne, épouse en 1901 Émile Bertaux, professeur et historien de l’art. Leur seconde fille, Germaine, épouse Paul Roussel, sculpteur qui obtint un Premier Prix de Rome en 1895.

## Hommages
- Rue Gustave-Larroumet, dans le 15e arrondissement de Paris ;
- Avenue Gustave-Larroumet, à Gourdon, sa ville natale ;
- Boulevard Gustave-Larroumet, à Catus, où sont nés ses parents ;
- Rue Gustave-Larroumet, à Cahors, où il a été lycéen.

## Repères bibliographiques
- Marivaux, sa vie, son œuvre, d'après de nouveaux documents, ouvrage couronné par l'Académie française, Paris, Librairie Hachette et Cie, 1882, in-8º, 640 p.
- La Comédie de Molière / L'Auteur et son milieu, comprenant : la famille de Molière / la bourgeoisie parisienne au XVIIe siècle / La femme de Molière / Son origine et sa légende / Les amis de Molière / Madeleine Béjart / La Grange / Les mœurs théâtrales au XVIIe siècle / Molière et Louis XIV / Molière / L'homme et le comédien, Paris, Librairie Hachette et Cie, 1887, in-16, 400 p.
- Henri Regnault / 1843 - 1871, comprenant : Henri Regnault : Discours prononcé à la distribution des prix du lycée Henri-IV / Note communiquée par M. Jodin / Note communiquée par M. Gréard / Lettre de M. H. Baillon / Lettre de M. Ch. Lenient / Lettre de M. Victor Duruy / Lettre de M. Victor Clairin / Prix et accessits obtenus par Henri Regnault au lycée Napoléon / Notes, Paris, Maison Quantin, 1889, in-4º, 72 p.
- Racine, Paris, Librairie Hachette et Cie, coll. « Les grands écrivains français », 1887, in-16, 208 p.
- Études d'histoire et de critique dramatiques, comprenant : Œdipe-Roi et la tragédie de Sophocle / la comédie au Moyen  ge / De Molière à Marivaux / Shakespeare et le théâtre français / Beaumarchais : l'homme et l'œuvre / Le théâtre et la morale / Les comédiens et les mœurs / Les théâtres de Paris : troupes et genres, Paris, Librairie Hachette et Cie, 18…, in-16.
- Études de littérature et d'art, 1re série, comprenant : Somaize et la société précieuse / Le public et les écrivains au XVIIe siècle / Le XVIIIe siècle et la critique contemporaine / Adrienne Lecouvreur / Les origines françaises du romantisme / L'Académie des Beaux-Arts et les anciennes académies / La peinture française et les chefs d'école / Le centenaire de Scribe / Le prince Napoléon / M. F. Brunetière, Paris, Librairie Hachette et Cie, 18…, in-16.
- Nouvelles études de littérature et d'art, (2e série), comprenant : L'art avant Louis XIV / La vieille Sorbonne / Racine / Lamartine / J.J. Weiss / H. Taine / M. Émile Zola / M. Jules Lemaître / À propos des Salons / Napoléon Ier et l'opinion / Meissonier / M. É. Frémiet / En Danemark / Ibsen et l'Ibsénisme / M. C. Lombroso / M. Max Nordau, Paris, Librairie Hachette et Cie, 18…, in-1-.
- Études de littérature et d'art, 3e série, comprenant : Le théâtre d'Orange / Bernard Palissy / Watteau / Victor Hugo / M. Alexandre Dumas / M. François Coppée / M. Paul Bourget / M. Anatole France / M. Marcel Prévost / MM. P. Déroulède, A. Dorchain, P. de Norlhac / Conférences et conférenciers / M. Puvis de Chavannes / L'art décoratif au XIXe siècle / La jeunesse et la science, Paris, Librairie Hachette et Cie, 1895, in-16, 348 p.
- Études de littérature et d'art, 4e série, comprenant : M. Edmond de Goncourt / M. Alphonse Daudet / Pierre Loti / Art Roë / M. Paul Hervieu / Thoré / Castagnary / M. Gustave Moreau / M. Jules Breton / Impressions de Hollande / Impressions d'Italie. M. G. d'Annunzio, Paris, Librairie Hachette et Cie, 1894, in-16.
- L'Art et l'État en France, Paris, Hachette et Cie, 1895, xl, 370, in-16 (OCLC 896624838, lire en ligne)
- Petits portraits et notes d'art, 1re série, comprenant : Le cardinal de Richelieu dans la littérature et l'art / Chardin et le Bénédicité / Le plagiat littéraire : Beaumarchais et la princesse de Conti / Barras et ses mémoires / L'Impératrice Joséphine / La dernière étape : Napoléon à l'île d'Aix, 7 - 15 juillet 1815 / Pour une tombe : Saint-Malo et Combourg / Madame Récamier et ses portraits / Rude à l'Arc de triomphe / Confessions et correspondances romantiques / Prevost-Paradol / Émile Augier / Alexandre Dumas fils : l'homme / M. Victorien Sardou et l'opinion / Paul Bourget et l'Académie française / Le duc d'Aumale et Chantilly / Un évêque français : Mgr Grimardias / Trois générations de normaliens / Grandes et petites universités / Léon Bonnat / Benjamin-Constant / Rodin / Got / Les Mounet : Mounet-Sully / Peints par eux-mêmes / Un début : M. Georges Hugo / La Jeunesse et M. La Jeunesse / Distributions de prix / Le Musée de l'armée / Patria non immemor : 28 janvier 1871, Paris, Librairie Hachette et Cie, 1897, in-16, 332 p.
- Vers Athènes et Jérusalem : journal de voyage en Grèce et en Syrie, Paris, Hachette et Cie, 1898, xi, 354, in-16 (OCLC 902976597, lire en ligne).
- Derniers portraits, Paris, Hachette et Cie, 1904, 281 p., in-16 (OCLC 870323701, lire en ligne).
- Petits portraits et notes d'art, Paris, Hachette et Cie, 1897-1900, 326, 330, 2 vol. in-16 (lire en ligne sur Gallica).